# مغ‌کشی
مغ‌کشی جشنی بود که پارسی‌ها در زمان حکومت هخامنشیان، هر ساله به خاطر بزرگداشت قتل گئومات و پادشاهی داریوش بزرگ، گرامی می‌داشتند.

## روایت نویسندگان کلاسیک
بنابر روایت هرودوت (μαγοφóνια؛ همچنین بنگرید به کتسیاس: μαγοφονι)، زمانی که داریوش بزرگ و یاران نجیب‌زاده‌اش در سال ۵۲۲ پ.م. سمردیس دروغین (که گئومات مغ نامیده می‌شد؛ کسی که با کمک برادرش سریر پادشاهی را غصب کرد) را کشتند، پارسی‌های توطئه‌گر سر این مغ‌ها را قطع کردند و در خیابان‌ها در معرض نمایش گذاشتند. در همین زمان، پارسی‌های دیگر، خنجرهایشان را درآورده و هر مغی را که یافتند، کشتند. هرودوت اضافه می‌کند که در یابود این رخداد، پارسی‌ها جشن بزرگی برپا کردند که «مغ‌کشان» «Magophonia» نامیده شد و در مدت این جشن، تمام مغ‌ها در خانه‌هایشان می‌ماندند، تا کشته نشوند. کتسیاس همچنین جشن سالانه روز کشتن مغی به نام «سفنداداتس» را گزارش می‌دهد. قاتل (ἀναίρεσις) مغ، توسط یوسفوس فلاویوس نیز گزارش شده‌است. آگاثیاس تفسیری از داستان سمردیس دروغین در تاریخ هرودوت، در کتاب تاریخ خودش ارائه کرده‌است بدین مضمون که در روز مغ کشی، پیشکش شکرگزاری انجام شد. او صریحاً، این اطلاعات را مربوط به زمان‌های خیلی دورتری معرفی می‌کند و در نتیجه، این جشن دیگر برگزار نمی‌شده است.

## تحلیل آکادمیک
کلمه معادل مغ‌کشی در زبان سغدی، mwγzt- است که در متون مانوی آمده‌است و بنابر گفته والتر هنینگ، این لغت «المثنی دقیق» کلمه ایرانی باستان *magu-žati- است. هنینگ اظهار می‌دارد که سخت می‌توان تصمیم گرفت که mwγzt- سغدی اصیل یا وام‌واژه پارتی یا فارسی میانه است. در متن سغدی مذکور، عمل مجرمانه مغ‌کشی به اسکندر نسبت داده شده‌است. بنابر گفته هنینگ، از طریق این تفیسر، مغ‌ها سعی کردند که منشأ اصلی «مغ‌کشی» را به فراموشی بگذارند. همان نویسنده همچنین پنداشته که پارسی‌ها جشن سالانه تأسیس کردند تا در طی آن به مغ‌ها آزار رسد، تا تحقیرهایی که کرده‌اند را به خاطر بسپارند.
یوزف مارکوارت می‌پندارد که هرودوت دربارهٔ مغ‌کشی در این داستان به خاطر همزمانی تاریخ قتل گئومات و جشن مهرگان، مرتکب اشتباه شده‌است. در این جشن، در تقویم باستان ایرانی که در ماه هفتم، باگَیادیش (Bāgayādiš)، برگزار می‌شد، مردم به قربانی کردن برای خدای میترا می‌پرداختند. سید حسن تقی‌زاده می‌پندارد که احتمال دارد دو جشن به نام‌های *Bāga-yādi و مهرگان، که یکی روز مرگ گئومات در طی اعتدال پائیزی است، بر روی دیگری منطبق شده باشد. مری بویس گزارش نویسندگان کلاسیک (که سالانه در یک روز مغ‌ها محبوس می‌شدند و به آن‌ها توهین می‌شد) را باورنکردنی می‌داند. او تمایل دارد که این‌گونه تفسیر کند که داریوش جشن‌های سالیانه برای به چنگ آوردن قدرت و کشتن گئومات مغ، ولی نه همه مغ‌ها به‌طور عمومی، برگزار کرد و پارسی‌ها این جشن را در دوران تمام پادشاهان هخامنشی ادامه دادند. بویس مغ کشی را با روز گای فاکس مقایسه می‌کند، که به خاطر مجاورت با جشن اوایل پاییز، تا به امروز جاودانه گشته است. بیکرمن و تدمر برای این جشن، مشابهات بابلی جالبی را مثال می‌زنند که با روز نحس مرتبط است و معتقدند این جشن برگزاری می‌گشته است، گرچه از نگاه آن‌ها قتل مغ، هرگز رخ نداده است.
به‌طور آشکار، منابع تاریخی در دست، برای حل معمای جشن مغ‌کشی ناکافی است. منابع مختلفی از داستان سمردیس دروغین داریم و این گزارش‌ها، در خیلی از جنبه‌ها با هم توافق ندارند. توافق بین منابع اصلی (کتیبه بیستون داریوش، هرودوت و کتسیاس) فراتر از عناصر مشترک در داستان‌های مشهور نیست. تفسیرها و ارتباط‌های محتمل بیشتری می‌توان برای مغ کشی وجود دارد، ولی تا زمانی که مدرک جدیدی به دست نیاید، هیچ گونه نمی‌توان ماهیت این جشن را بررسی کرد. ما نمی‌دانیم چه زمانی این جشن رخ داده، نمی‌دانیم چه زمانی این جشن منسوخ گشته و نمی‌دانیم چگونه برگزار می‌گشته است جدای از این حقیقت که مغ نمی‌تواند در آن جشن سهیم شود.
مغ‌ها در دادگاه روحانیت تا پایان دودمان هخامنشی نقش ایفا می‌کردند.

## ارتباط با پوریم
محققانی چون والتر هنینگ به شباهت‌های داستان عید پوریم در کتاب استر با مراسم مغ‌کشی اشاره کرده‌اند و امکان اینکه پوریم تقلیدی از مغ‌کشی باشد را مطرح کرده‌اند.

## ارتباط با عمرکشان
محمدرضا اصلانی در فرهنگ واژگان طنز بیان می‌کند عمرکشان ریشه در مراسم مغ‌کشی دارد .دونالد روبین و جمشید ملک‌پور نیز این موضوع را تصریح می‌کنند . همچنین برخی پژوهشگران جشن پوریم را نیز برگرفته از مغ‌کشی می‌دانند.